# Гумуш Соломон Йосипович
Соломон Йосипович Гумуш (нар. 1848, Бахчисарай, Сімферопольський повіт, Таврійська губернія, Російська імперія — 8 лютого 1913, Ялта, Таврійська губернія, Російська імперія) — старожил Ялти й останній газзан місцевої кенаси протягом понад 40 років.

## Життєпис
Походив з бахчисарайських міщан. Виконував обов'язки газзана в Ялті з 1869 року, а затверджений лише в 1892 році в званні молодшого газзана ялтинської кенаси. Володів глибокими знаннями в області давньоєврейської літератури. В умовах відходу населення від караїмської релігії, став авторитетом серед всіх караїмів Ялти завдяки «великому світлого розуму, рівному, відкритому й привітному характеру». У листопаді 1910 року разом з ялтинським габбаєм М. І. Кушлю представляв ялтинську караїмську громаду на першому Всеросійському національному караїмською з'їзді в Євпаторії. 4 січня 1912 року на похоронах гахама С. М. Панпулова С. І. Гумуш та М. І. Кушлю також представляли ялтинську громаду.
Помер в результаті отриманої ним травми голови під час бурі. Віддати останню шану зібралася майже вся караїмська громада міста, севастопольський газзан Т. С. Леві та феодосійський газзан А. І. Катик.
Племінник — Соломон Маркович Кумиш, служив газзаном в Кременчуці, Бердянську, Мелітополі та Сімферополі.